# ماكسيميليان فولوشين
ماكسيميليان ألكسندروفيتش كيرينكو-فولوشين (28 ماي 1877 - 8 نوفمبر 1932) (الروسية: Максимилиа́н Алекса́ндрович Кирие́нко-Воло́шин) هو شاعر روسي من أصل أوكراني-ألماني. كان واحدا من الممثلين البارزين للحركة الرمزية في الثقافة والأدب الروسي. اشتهر شاعرا وناقدا للأدب والفنون، ونشر في العديد من المجلات المعاصرة في أوائل القرن العشرين. كان معروفًا بترجماته المتميزة لعدد من الأعمال الشعرية والنثرية الفرنسية إلى اللغة الروسية.

## مسيرته

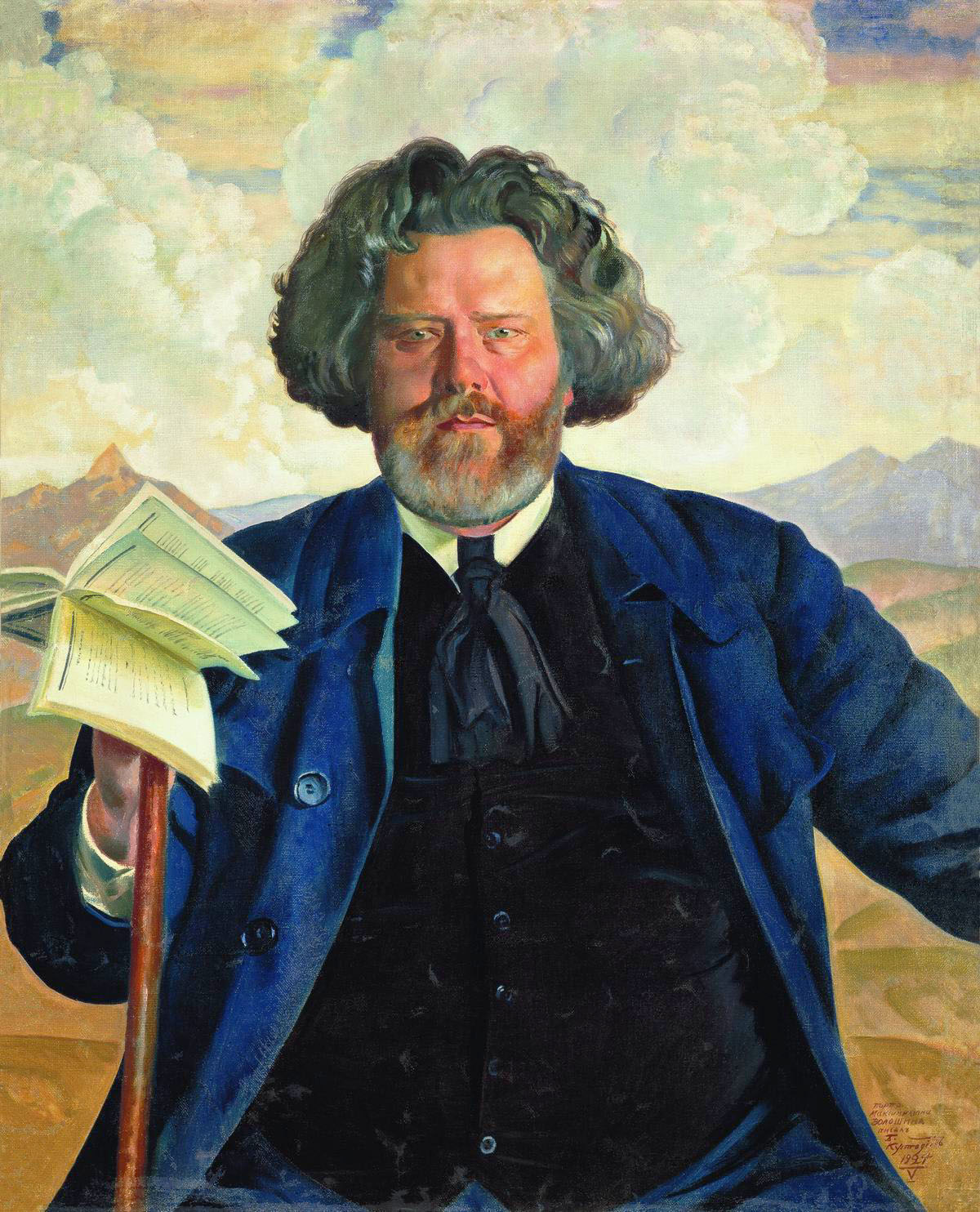
ماكسيميليان فولوشين بقلم الرسام الروسي بوريس كوستودييف (1924)

من أصل نبيل، أمضى ماكسيميليان فولوشين شبابه المبكر في تاغانروغ وسيفاستوبول. واصل تعليمه الثانوي (حتى عام 1893) في المدرسة الثانوية الكلاسيكية الأولى في موسكو. تخرج من كلية فيودوسيا ودرس القانون في جامعة موسكو الحكومية، والذي استبعد منها بعد مشاركته في مظاهرة طلابية.
في العشرين سنة الأولى من القرن العشرين سافر كثيراً: من الصين إلى مصر. في أوروبا الغربية واليونان وتركيا، توقف لبضع سنوات في باريس، حيث كرس نفسه للرسم، الذي يحمل دلالات انطباعية واضحة.

## روابط خارجية
- ماكسيميليان فولوشين على موقع ميوزك برينز (الإنجليزية)
- ماكسيميليان فولوشين على موقع ديسكوغز (الإنجليزية)
- Poems translated to English
- Maximilian Voloshin watercolors
- A creative biography of the poet
- Wormwood – A poem, translated into English.
- Maximilian Voloshin site (Russian)
- Maximilian Voloshin site (Russian)
- Photographs by Maximilian Volochine
- (بالإنجليزية) Translations of selected Watercolor Inscription poems